# بزرگراه ۷۶ آسیا
بزرگراه ۷۶ آسیا (به انگلیسی:Asian Highway 76) با نام اختصاری (AH76) جاده اصلی شمال افغانستان است. این جاده پل‌خمری را از طریق شهر سمنگان، به مزارشریف متصل می‌کند. در مزارشریف این جاده به‌سوی غرب ادامه یافته و پس از عبور از شهرهای شبرغان میمنه و قلعه‌نو به هرات وصل می‌شود. در هرات این بزرگراه با بزرگراه‌های ۱ آسیا و ۷۷ آسیا متصل می‌شود. جاده‌ای دیگر در مزارشریف به‌سوی شمال ادامه دارد و به بزرگراه‌های ۱ آسیا و ۷۷ آسیا وصل می‌شود. جاده دیگری از بزرگراه ۷۶ آسیا به‌سوی شمال می‌رود و مزارشریف را به ترمذ در جنوب ازبکستان متصل می‌کند. این «جاده دیگر» را اغلب به‌عنوان ادامه بزرگراه ۷۶ آسیا در نظر گرفته می‌گیرند، اما در واقع بخشی از بزرگراه تاریخی پامیر (M41) است که اکنون به عنوان بزرگراه ۶۲ آسیا شناخته می‌شود. این جاده مزار شریف را از طریق دریای آمو، به ترمذ وصل می‌کند. بزرگراه پامیر یا M41 بزرگراهی بسیار مهم ازبکستان، تاجیکستان و قرقیزستان است که ترمذ را به کارا بالتا در غرب بیشکک متصل می‌کند و دو بار با بزرگراه M39 محل ارتباط دارد.

## افغانستان
مسی عبور بزرگراه ۷۶ آسیا در افغانستان قرار زیر است:
پل‌خمری --> مزارشریف --> میمنه --> هرات